# Вількійська волость
Вількійська волость — адміністративно-територіальна одиниця Ковенського повіту Ковенської губернії (попередньо — Литовської та Віленської губерній).
Станом на 1886 рік складалася з 46 поселень, 6 сільських громад. Населення — 3983 осіб (1968 чоловічої статі та 2015 — жіночої), 339 дворових господарств.
|                     | Площа, десятин | У тому числі орної, дес. |
| ------------------- | -------------- | ------------------------ |
| Сільських громад    | 6502           | 4466                     |
| Приватної власності | 14740          | 7156                     |
| Казенної власності  | —              | —                        |
| Іншої власності     | 219            | 87                       |
| Загалом             | 21461          | 11709                    |

Найбільше поселення волості:
- Вількія — містечко за 21 версту від повітового міста, 121 особа, 66 дворів, костел, 3 єврейські школи, 10 лавок, 6 постоялих дворів. При волосному правлінні — погріб Веліока та богодільня. За 2 версти — Госта, пивоварений завод та гуртовий склад, корчма.